# Parkstein
Parkstein är en köping (Markt) i Landkreis Neustadt an der Waldnaab i Regierungsbezirk Oberpfalz i förbundslandet Bayern i Tyskland. 
Den tidigare kommunen Ilsenbach uppgick 1 januari 1972 i Parkstein följt 1 januari 1978 av Eppenreuth och Wurz.
Köping ingår i kommunalförbundet Neustadt an der Waldnaab tillsammans med kommunerna Kirchendemenreuth, Störnstein, Püchersreuth och Theisseil.